# Hwasa
Hwasa (hangul: 화사, ur. 23 lipca 1995 w Jeonju), właśc. Ahn Hye-jin – południowokoreańska piosenkarka, raperka i autorka tekstów. Zadebiutowała jako członkini girlsbandu Mamamoo w czerwcu 2014 roku.

## Kariera
Hwasa zadebiutowała jako członkini girlsbandu Mamamoo 19 czerwca 2014 roku, z ich pierwszym minialbumem Hello. Miała swój udział w stworzeniu piosenek „Heeheehaheho” (kor. 히히하헤호) oraz „Naemamiya” (kor. 내맘이야) z tej płyty.
W kwietniu 2018 roku dołączyła do obsady reality show stacji KBS2 Hyena on the Keyboard; występ ten poskutkował współpracą z raperem Loco w utworze „Don't” (kor. 주지마). Hwasa napisała i skomponowała piosenkę, która z powodzeniem znalazła się na szczycie Gaon Digital Chart oraz rankingów muzycznych czasu rzeczywistego w Korei Południowej. Piosenka otrzymała później certyfikat platynowy za liczbę pobrań oraz streaming.
W lutym 2019 roku Hwasa zadebiutowała jako artystka solowa z cyfrowym singlem „Twit” (kor. 멍청이); była jednym z autorów tekstu oraz kompozycji. Piosenka znalazła się na szczycie list Gaon Digital Chart, Gaon Download Chart i Gaon Streaming Chart. Skomponowała i napisała także piosenkę „In Autumn” (kor. 가을속에서), która została wydana w październiku 2019 roku. W marcu 2020 roku, wspólnie z angielską piosenkarką Duą Lipą, nagrała nowy remiks utworu „Physical”, który zawierał koreańskie słowa. W kwietniu 2020 roku nagrała utwór do oryginalnej ścieżki dźwiękowej koreańskiego serialu The King: Yeong-won-ui gunju, zatytułowany „Orbit”.
W sierpniu 2020 roku Yoo Jae-suk został producentem specjalnego projektu – czteroosobowej grupy Refund Sisters (kor. 환불 원정대), która zadebiutowała 10 października w programie rozrywkowym Hangout with Yoo z piosenką „Don't touch me”. W jej skład weszły Hwasa, Lee Hyo-ri, Uhm Jung-hwa oraz Jessi.

## Dyskografia

### Dyskografia solowa

#### Minialbumy
- María (2020)

#### Single album
- Guilty Pleasure (2021)

#### Piosenki
- „Twit” (kor. 멍청이) (2019)
- „Maria” (kor. 마리아) (2020)
- „I'm a B” (kor. I'm a 빛) (2021)

Współpraca
- „Dab Dab” (z Moonbyul) (2016)
- „Love Comes” (z Esną) (2017)
- „Don’t” (kor. 주지마) (z Loco) (2018)
- „Loving One Person” (prod. Kim Hyunchul; z Wheein) (2019)
- „In Autumn” (kor. 가을속에서) (z Woogie) (2019)
- „I Can't Make You Love Me” (z Kinda Blue) (2021)

Featuring
- „Fingernail” (kor. 손톱) (Phantom feat. Hwasa) (2013)
- „Break Up for You, Not Yet for Me” (Park Shin-hye feat. Hwasa) (2013)
- „Boy Jump” (kor. 소년점프) (Baechigi feat. Hwasa) (2014)
- „Drinks Up” (Ja Mezz feat. Hwasa) (2015)
- „Mileage” (Primary feat. Paloalto i Hwasa) (2015)
- „Call Me” (kor. 연락해) (Basick i Lil Boi feat. Hwasa) (2015)
- „Love Talk” (Kisum feat. Hwasa) (2015)
- „Ddang” (kor. 땡땡땡) (Suran feat. Hwasa) (2016)
- „Nice” (Basick feat. G2 and Hwasa) (2016)
- „HookGA” (High4:20 feat. Hwasa) (2016)
- „I Am Me” (San E feat. Hwasa) (2017)
- „Cotton Candy” (Woodie Gochild feat. Hwasa) (2018)
- „Do Not Become Friendly” (K.Will feat. Hwasa) (2018)
- „Physical” – Remix (Dua Lipa feat. Hwasa) (2020)
- „Q” (kor. 모르겠다고) (Onewe feat. Hwasa) (2020)
- „Hop In” (kor. 호피무늬) (Uhm Jung-hwa feat. Hwasa i DPR Live) (2020)
- „Hula Hoops” (DPR Live feat. Beenzino i Hwasa) (2021)
- „Now” (kor. 이제는 (Now)) (Psy feat. Hwasa) (2022)

OST
- „Orbit” (The King: Yeong-won-ui gunju OST, 2020)

## Filmografia

### Programy telewizyjne
| Rok     | Tytuł                               | Uwagi                                  | Stacja telewizyjna |
| ------- | ----------------------------------- | -------------------------------------- | ------------------ |
| 2017    | King of Mask Singer                 | uczestniczka, odc. 111–112             | MBC                |
| 2018    | Hyena on the Keyboard               | odc. 7–8                               | KBS2               |
| 2018    | Knowing Bros                        | odc. 128                               | JTBC               |
| 2018    | Please Take Care of My Refrigerator | odc. 192-193                           | JTBC               |
| 2018    | Let's Eat Dinner Together           | odc. 90, z Solar                       | JTBC               |
| od 2018 | I Live Alone                        | członek obsady                         | MBC                |
| 2019    | We Will Channel You                 | odc. 17                                | SBS                |
| 2019    | Amazing Saturday                    | odc. 50, z Solar                       | tvN                |
| 2019    | MBC Entertainment Awards            | prowadząca, razem z P.O i Jun Hyun-moo | MBC                |